# Еміграція з Молдови
Еміграція з Молдови (рум. Emigraţia din Moldova) є масовим явищем, яке має суттєвий вплив на демографію та економіку держави.

## Огляд
Зіткнувшись з економічною нестабільністю, різким падінням рівня доходів і стрімко зростаючим безробіттям, які супроводжували розпад Радянського Союзу, громадяни почали емігрувати з Молдови у великих масштабах в першій половині 1990-х років. За підрахунками Служби інформації і безпеки Республіки Молдова, від 1 200 000 до двох мільйонів молдовських громадян (що становить майже 45% від загального числа населення 3,6 млн осіб) працюють за кордоном, причому абсолютна більшість з них ― нелегально. Тільки близько 80 000 перебувають у іноземних країнах легально. Росія (особливо Москва і Підмосков'я), Італія, Україна, Румунія, Португалія, Іспанія, Греція, Туреччина та Ізраїль є основними напрямками еміграції (у порядку убування значущості). Через таємний характер цих міграційних потоків жодної офіційної статистики щодо цієї теми не існує. Вважається, що близько 500 000 молдаван працюють в Росії, переважно в сфері будівництва. За іншими оцінками, в Італії також знаходиться близько 500 000 громадян республіки. Молдавські громадяни тягнуться в основному в ті країни, де говорять їхньою або схожою мовою: безліч молдаван емігрують в романомовні країни, росіяни та українці їдуть в Росію або Україну, тюркомовні гагаузи ― в Туреччину.
Грошові перекази від молдовських громадян за кордоном, за даними на 2014 рік, становлять майже 24,9% молдовського ВВП, ця цифра є п'ятим найвищим відсотком у світі за даним показником.

## Зноски
1. ↑  Understanding Migration, Emigration from Moldova (PDF). Архів оригіналу (PDF) за 14 травня 2011. Процитовано 29 травня 2016.
2. ↑  Migration and Remittances Data (англ.). World Bank. Архів оригіналу за 23 грудня 2017. Процитовано 22 березня 2016.